# Julius Hey
Julius Hey, född 29 april 1832, 22 april 1909, var en tysk sångpedagog.
Hey var elev till Franz Lachner och Francis Schmitt. Richard Wagner väckte hans intresse för en nationell tysk sångkonst, för vilken idé han verkade genom den 1867 upprättade kungliga musikskolan i München och genom arbetet Deutscher Gesangunterricht (4 band, 1886). Hey skrev sånger och duetter samt R. Wagner als Vortragsmeister.